# Gerd Koch
Gerd Günter Koch (* 4. September 1941 in Rotenburg (Wümme)) ist Theaterpädagoge, Publizist, Herausgeber und Redakteur.

## Leben
Gerd Koch absolvierte eine Ausbildung zum Groß- und Außenhandelskaufmann in Bremen. Das Abitur legte er auf dem zweiten Bildungsweg in Delmenhorst am Oldenburg-Kolleg ab. Er studierte Politikwissenschaft, Publizistik, Literatur- und Erziehungswissenschaft in Berlin, Hamburg und Lüneburg mit den Abschlüssen 1. Lehrerstaatsexamen und Diplom in Pädagogik. Seine Staatsexamensarbeit trug den Titel Zerstört den Staat! Marx und Bakunin zur Pariser Kommune. Politisch war er im Sozialistischen Büro aktiv. Er arbeitete als Wissenschaftlicher Assistent am Fachbereich Erziehungswissenschaft bei Harm Prior (Erziehungswissenschaft und Didaktik der Politik und Sozialkunde) an der Universität Hamburg und wurde mit der Dissertation Lernen mit Bert Brecht. Bertolt Brechts politisch-kulturelle Pädagogik an der ehemaligen Pädagogischen Hochschule Niedersachsen (PHN), Abteilung Lüneburg (heute Leuphana Universität Lüneburg) promoviert. 
Sein Großvater war der in China geborene Hamburger Politiker und Jurist Andreas Koch.

## Wirken
Kochs Arbeitsschwerpunkte sind die Theorie und Praxis der Sozialen Kulturarbeit, Theater in sozialen Feldern und Bertolt Brechts Produktionsansatz als Bildungskonzept. Wichtige Ideengeber sind ihm Bertolt Brecht, Pierre Bourdieu, Heiner Müller, George Tabori, Augusto Boal, François Jullien und Abū Alī al-Husayn ibn Abdullāh ibn Sīnā. Er war von 1981 bis 2006 Professor für Pädagogik und Soziale Kulturarbeit an der Alice-Salomon-Hochschule (ASH) Berlin und dort bis 2010 wissenschaftlicher Leiter des Masterstudiengangs Biografisches und Kreatives Schreiben. Bis 2016 war Gerd Koch Juror für den Alice-Salomon-Poetik-Preis. Er arbeitet bei Workshops und Zukunftswerkstätten im In- und Ausland mit.
Koch begründete zusammen mit anderen die Zeitschrift für Theaterpädagogik Korrespondenzen sowie die Buchreihen Praxis – Theorie – Innovation. Berliner Beiträge zur Sozialen Arbeit und Pflege und Lingener Beiträge zur Theaterpädagogik.
Bis 2016 war er beteiligt an der Gründung eines aktiven Museums der Sprachen der Welt und richtete dort den monatlich stattfindenden Salon der Sprachen ein, den er bis Mitte 2016 koordinierte.
Koch veranstaltet in der Tradition literarischer Salons literarische Nachmittage, zu denen Schreibtätige und andere Kreative eingeladen werden. Zu Gast waren unter anderem Oskar Ansull, Jan Robert Bloch, Helmut Bräuer, Amir Hassan Cheheltan, Martin Jürgens, Heidi von Plato, Holly-Jane Rahlens, Friedhelm Rathjen, Uwe Soukup, Lutz von Werder, Rainer E. Zimmermann.

## Auszeichnung
Am 17. November 2011 wurde Koch in der Universität von Koçaeli (Türkei) während des „19th international Drama in Education Seminar“ durch Çağdaş Drama Derneği (Verein für zeitgenössisches Drama) wegen seiner theoretischen und praktischen Durchführungen im Bereich des kreativen Dramas in der Ausbildung und Theaterpädagogik für sein Lebenswerk ausgezeichnet. Dabei wurden sein „Humanismus“ und seine Arbeit „am Prozeß der interkulturellen Kommunikation“ hervorgehoben.

## Mitgliedschaften und Engagement
- Gesellschaft für Theaterpädagogik Niedersachsen e. V., Hannover
- Theaterpädagogisches Zentrum und Mehrfamilienhaus Kreativhaus e. V. (Patenschaft), Berlin
- Galerie Morgenland e. V. (Gründungsmitglied und Vorstandsmitglied bis 2013), Hamburg
- Ernst-Bloch-Gesellschaft (Vorstandsmitglied bis 2010), Ludwigshafen
- Internationale Ernst Bloch Assoziation, Nürnberg
- International Brecht Society, USA
- Mitglied des Beirats GRIPS Werke e. V., Berlin
- Bundesverband Theaterpädagogik e. V. (Externer Prüfer bis 2020 bei Abschlussprüfungen in der Vollausbildung und der Aufbaufortbildung zur Theaterpädagogik), Köln
- Deutsche Gesellschaft für Erziehungswissenschaft
- Gewerkschaft Erziehung und Wissenschaft
- Ver.di/IG Medien, seit 1. Juli 1977 Mitglied im Verband deutscher Schriftstellerinnen und Schriftsteller
- Gesellschaft für Sinn und Form e. V. (Vorstandsmitglied bis März 2021), Berlin
- Bundesarbeitsgemeinschaft (BAG) Spiel und Theater e. V. (Vorstandsmitglied), Hannover
- Bundesarbeitskreis „Geschichte, Kultur, Bildung“ im Bund deutscher Amateurtheater (BDAT), Berlin
- DAKTYLUS e. V., Berlin
- Mitglied im Verein zur Förderung der Philosophie Ernst Blochs e. V., Bremen

## Ausgewählte Herausgeber- und Mitautorenschaften
- Erfahrungen – Sozialisten bearbeiten ihre politische Sozialisation. Mit Volkhard Brandes unter Mitarbeit von Rita Marx und Conrad Westhoff. Offenbach 1980
- Heute schon gelebt? Alltag und Utopie. Mit Norbert Kremeyer und Volkhard Brandes. Offenbach 1981
- Assoziales Theater. Spielversuche mit Lehrstücken und Anstiftung zur Praxis. Mit Reiner Steinweg und Florian Vaßen. Köln 1984
- Experiment: Politische Kultur. Berichte aus einem neuen gesellschaftlichen Alltag. Frankfurt/M. 1985
- HERAUSFORDERUNGEN: UMWELT. Anstiftung zum ökologischen Lehren und Lernen. Frankfurt/M. 1985
- Die Methode 'Zukunftswerkstatt' in der Sozialpädagogik. Mit Günther Wahrheit. Milow, Berlin 1991
- Widerwort und Widerspiel. Theater zwischen Eigensinn und Anpassung. Mit Bernd Ruping und Florian Vaßen. Lingen, Hannover 1991
- Lach- und Clownstheater: Die Vielfalt des Komischen in Musik, Literatur, Film und SchauSpiel. Mit Florian Vaßen. Frankfurt/Main 2. Auflage 1995
- Theatralisierung von Lehr- und Lernprozessen. Berlin, Milow 1995. Mit Video: Die Kunst zu leben. Eine ASFH-Produktion 2001. Gerd Koch im Gespräch. Idee und Realisation: Laszlo Kornitzer.
- Literarisches Leben, Exil und Nationalsozialismus. Berlin – Antwerpen – Sanary-sur-Mer – Lippoldsberg. Frankfurt/M. 1996
- U-TOPOI. Ästhetik und politische Praxis bei Ernst Bloch. Mit Rainer E. Zimmermann. Mössingen-Talheim 1996
- Wechselspiel: Körper – Theater – Erfahrung. Mit Florian Vaßen und Gabriela Naumann. Frankfurt/Main 1996
- Massnehmen: Kontroverse Perspektive Praxis Brecht/Eislers Lehrstück. Mit Inge Gellert und Florian Vaßen. Berlin 1999
- Ohne Körper geht nichts: Lernen in neuen Kontexten. Mit Gabriela Naumann und Florian Vaßen. Berlin, Milow 2000
- Differenz und soziale Arbeit: Sensibilität im Umgang mit dem Unterschiedlichen. Praxis – Theorie – Innovation. Berliner Beiträge zur Sozialen Arbeit und Pflege. Band 1. Mit Heiko Kleve und Matthias Müller. Berlin, Milow 2003
- Wörterbuch der Theaterpädagogik. Mit Marianne Streisand. Milow, Berlin 2003
- Theaterarbeit in sozialen Feldern. Ein einführendes Handbuch. Mit Sieglinde Roth und Florian Vaßen. Frankfurt/M. 2004
- Erzählen, was ich nicht weiß. Mit Reiner Steinweg. Milow, Berlin 2006
- Können uns und euch und niemand helfen. Die Mahagonnysierung der Welt. Bertolt Brechts und Kurt Weills „Aufstieg und Fall der Stadt Mahagonny“. Mit Florian Vaßen und Doris Zeilinger unter Mitarbeit von Sinah Marx. Frankfurt/M. 2006
- 100 Jahre Soziales Lehren und Lernen. Von der Sozialen Frauenschule zur Alice Salomon Hochschule Berlin. Mit Adriane Feustel. Berlin 2008
- SozialRaumInszenierung. Mit Nadine Giese und Silvia Mazzini. Milow, Berlin 2012

## Monografien
- Lernen mit Bert Brecht. Bertolt Brechts politisch-kulturelle Pädagogik. 2. erweiterte Neuausgabe Frankfurt/M. 1988
- „Zerstört den Staat! Marx und Bakunin zur Pariser Kommune“. Hamburg 1974